# Stephanothelys rariflora
Stephanothelys rariflora är en orkidéart som beskrevs av Leslie Andrew Garay. Stephanothelys rariflora ingår i släktet Stephanothelys och familjen orkidéer.
Artens utbredningsområde är Bolivia. Inga underarter finns listade i Catalogue of Life.